# Frontina latifascia
Frontina latifascia är en tvåvingeart som beskrevs av Walker 1871. Frontina latifascia ingår i släktet Frontina och familjen parasitflugor.
Artens utbredningsområde är Egypten. Inga underarter finns listade i Catalogue of Life.